# Raphiocarpus
Raphiocarpus, biljni rod iz porodice gesnerijevki sa 18 vrsta uglavnom u Kini i Vijetnamu

## Etimologija
Ime roda dolazi od grčkog ραφις, raphis = igla, i καρπος, karpos = plod, aludirajući na plod, vrlo vitku cilindričnu čahuru.

## Opis
Vrste Raphiocarpus su grmovi, polugrmovi ili višegodišnje biljke, a rasprostranjene su u južnoj Kini (jugozapadni Sichuan, jugoistočni Yunnan, Guizhou, zapadni, južni i jugoistočni Guangxi, jugozapadni Guangdong, zapadni Hubei) te u sjevernom i središnjem Vijetnamu. Broj kromosoma: nepoznat 

## Stanište
U planinskim predjelima, na sjenovitim i vlažnim mjestima šumskog tla, na padinama uz potoke ili u pukotinama stijena.